# Hylesiopsis festiva
Genre
Espèce
Hylesiopsis festiva est une espèce sud-américaine de lépidoptères (papillons) de la famille des Saturniidae. Elle est l'unique représentante du genre monotypique Hylesiopsis.